# 吉田半十郎
吉田半十郎（よしだ はんじゅうろう、1831年（天保2年）9月 - 1897年（明治30年）8月26日）は、江戸・明治時代の囲碁棋士。江戸生まれ、本因坊秀和門下、五段。方円社設立において本因坊秀甫、中川亀三郎を助け、また名称の発案者とも言われる。

## 経歴
江戸芝新銭座で御納戸金御用達の富裕の家に次男として生まれる。本因坊秀和門に入り、17歳で初段。その後五段まで昇る。1857年（安政4年）の井上幻庵因碩との二子局（中押勝）は、棋譜に残る因碩の最後の対局となっている。1863年（文久3年）三段の時、秀甫と先二で十番碁を行う。
御城碁廃止後は棋士達は対局の機会が失われたが、1869年（明治2年）、36歳の時に本因坊跡目秀悦、林秀栄、中川亀三郎、安井算英、小林鉄次郎ら若手とともに研究会「六人会」を発足。豪商田口重次郎の援助により、毎月3回、中川、本因坊宅で1年ほど継続され、後に海老沢健造、白石喜三郎なども加わった。その後家元の家禄奉還、1873年の秀和の死などで碁界の基盤は弱まり、村瀬秀甫を加えた碁会などを続けたが、六人会の中の中川、小林、吉田を中心にして、秀甫を迎えて1879年（明治12年）に方円社を発足させた。
門下に酒井安次郎など数多い。娘の菊子は初段に進んだ。その子の吉田俊男も初段に進み、本因坊秀元、秀哉からも期待されたが、ジャパンタイムズ記者となり、『奇美談碁』（1915年）の著書がある。